# Shanna McCullough
Shanna McCullough (San Francisco, California, 1 de abril de 1960) es una actriz pornográfica estadounidense. Es considerada como "una de las estrellas más grandes de todos los tiempos de la industria para adultos".

## Filmografía seleccionada
- Tiger's Got Wood (2009)
- My Secret Life (2006)
- Girls Who Cum Hard (2003)
- Space Nuts(2003)
- Girl show: The art of female masturbation (2002)
- Speedway (1999)
- Candy Stripers 5:The New Generation (1999)
- Nurse Shanna (1997)
- Erotic Pool party (1995)
- Sex Life of Mata Hari (1989)
- Nymphette does Hollywood (1989)
- My Bare Lady (1989)
- KTSX 69 (1988)
- Lust Connection (1988)
- Prom Girls (1988)
- WPINK-TV 3 (1986)

## Premios y nominaciones
- 1988 AVN Award for Best Actress (Video) – Hands Off[3]
- 1997 AVN Award for Best Supporting Actress (Film) – Bobby Sox[3]
- 1999 AVN Award for Best Actress (Film) – Looker[3]
- 2000 AVN Award for Best Supporting Actress (Video) – Double Feature[3]
- AVN Hall of Fame[4]
- XRCO Hall of Fame